# Ford Escort RS 1700T
La Ford Escort RS 1700T è una versione sportiva della Ford Escort, progettata per partecipare al Campionato del mondo rally. La vettura rimase allo stato prototipale e non venne mai costruita in serie.

## Storia
La filiale Ford Europa iniziò a sviluppare la RS 1700T nel 1979 a Boreham in Inghilterra con il nome in codice "Columbia". Per fare ciò venne utilizzata come base tecnica la coeva Escort Mk3, che aveva la trazione anteriore, non aveva alcuna possibilità di essere competitiva rispetto alle concorrenti.La Escort MkIII subì pertanto numerose modifiche tecniche  consentite dai nuovi regolamenti del nuovo Gruppo B introdotti nel 1982. A differenza del modello di serie, l'RS 1700T come la sua progenitrice RS 1800, non aveva il motore installato trasversalmente ma longitudinalmente e la potenza veniva trasferita all'assale posteriore mediante un albero di trasmissione e un cambio transaxle, consentendo al contempo una equilibrata distribuzione del peso sui due assi. John Wheeler, che era stato in Porsche e aveva contribuito allo sviluppo delle Porsche 924 e Porsche 928, fu coinvolto nel progetto venendo assunto dalla Ford. I primi test drive della vettura si svolsero nell'inverno tra il 1981/82 sui tracciati che facevano parte del Rally del Galles.
Nel progetto vennero coinvolti c
i piloti Ari Vatanen e Pentti Airikkala, che avevano già guidato insieme nel Rothmans Rally Team la Escort RS1800 dell'anno precedente,che effettuarono i primi test della vettura con due diverse motorizzazioni: una RS1700T con motore turbo Cosworth e una RS2300 con motore aspirato della Brian Hart. I test si svolsero sui percorsi del Rally del Portogallo e i tempi ottenuti furono confrontati con quelli di una Escort RS1800. Vatanen diede un pessimo giudizio sulla vettura che montava il motore 2,3 litri ad aspirazione naturale, mentre invece il prototipo con il motore da 1,7 litri turbocompresso era circa due secondi più veloce per chilometro rispetto alla RS1800.
Ma nel 1983 con la vittoria del finlandese Hannu Mikkola nel campionato del mondo piloti con l'Audi quattro, l'utilizzo della trazione integrale del venne  fondamentale, ed i vertici Ford si accorsero che la RS1700T non sarebbe stata mai competitiva. Si i ipotizzò di sviluppare una variante a trazione integrale della vettura, ma l'idea venne scartati per motivi di costo, e pertanto dopo più di due anni di sviluppo il progetto venne abbandonato. La RS1700T non fu mai utilizzata nel Campionato del mondo di rally.
Il motore da 1,7 litri Cosworth turbocompresso e la trasmissione transaxle della Hewland, vennero successivamente utilizzati come base per lo sviluppo della Ford RS200.
I restanti prototipi dell'RS1700T dovevano essere distrutti, ma il responsabile del progetto Mick Jones che nel frattempo era passato alla filiale Ford South Africa, acquisto' alcuni prototipi per la divisione sportiva Sudafrica da utilizzare nei rally nazionali.
Nel 1984 alcuni prototipi corsero in Sudafrica, ma a causa dello sviluppo non ultimato, non riuscirono a ottenere buoni risultati a causa di difetti di progettazione e affidabilità. Dopo la fine della stagione, le vetture furono pesantemente modificate. Per risparmiare peso, la lamiera non necessaria fu rimossa dal sottoscocca e le parti della carrozzeria furono realizzate in resina sintetica rinforzata con fibre di kevlar (aramide). I vetri furono realizzati in policarbonato per ridurre il peso. Inoltre il retrotreno fu modificato, insieme al motore e ai radiatori. La vettura prese parte al Nissan International Rally 1985 (vincendolo) con alla guida Serge Damseaux insieme al copilota Vito Bonafede e allo Scholle All Night Rally 1985 con il co-pilota Ivor Peltz. Nel 1986, una RS1700T arrivò seconda nella cronoscalata in salita in Sud Africa.

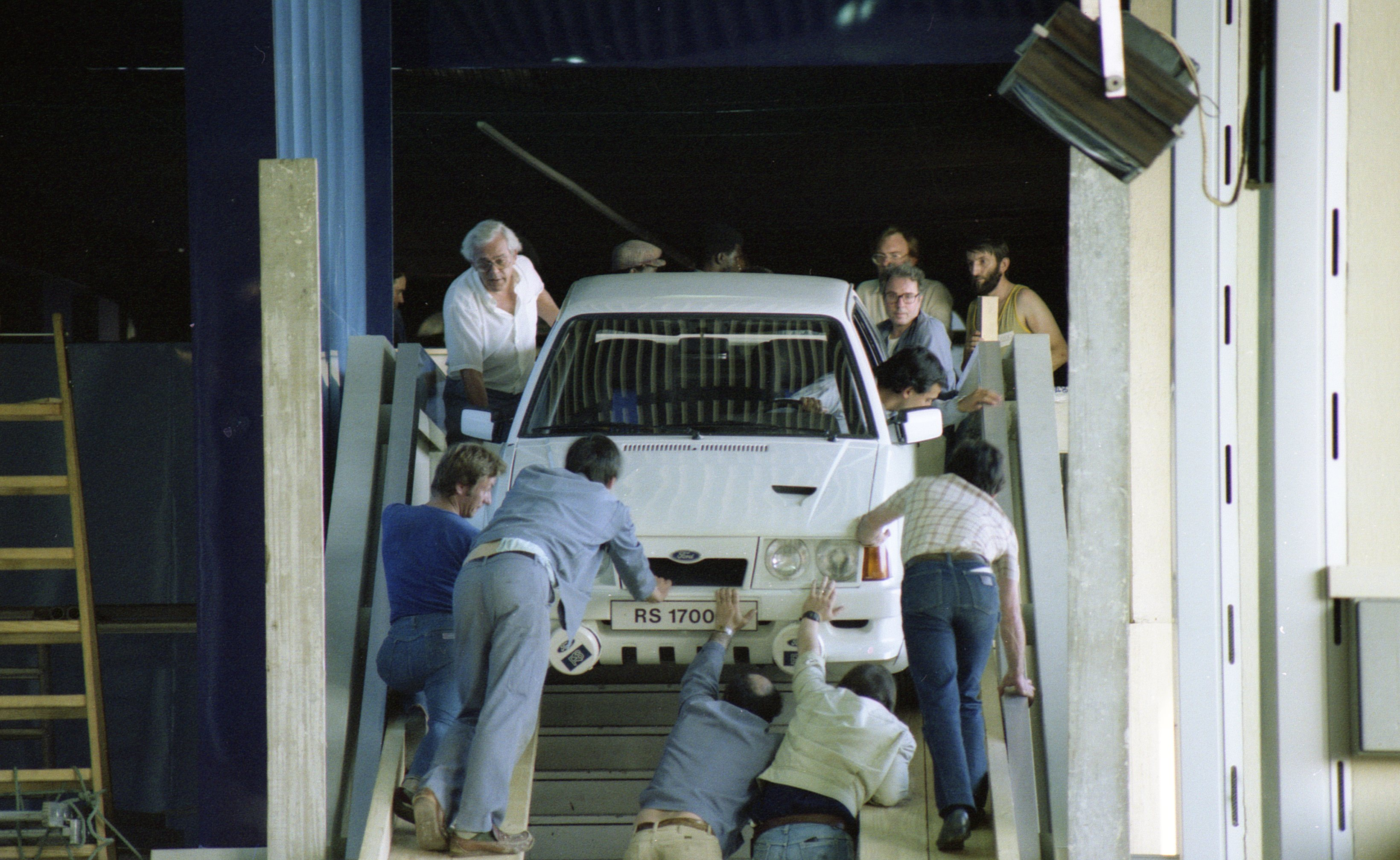
Il prototipo P5 durante il trasporto al salone di Parigi 1982

Furono realizzate un totale di 18 prototipi della RS1700T, che sono stati numerati progressivamente da P1 (P per prototipo) a P18. La P1 era una Fiesta prima serie con parti di una Escort RS1800. Le P2 e P3 erano dei muletti che servivano per testare l'installazione di alcune componenti. La P4 fu la prima pronto per la guida e utilizzava un propulsore derivato dalla Porsche 924. La P5 era una concept da esposizione e fu esposta al Salone di Parigi nel 1982. Le restanti 13 automobili erano prototipi stradali e da corsa. Con la P9, il project manager Mick Jones si ribaltò durante i test drive sulla pista di un aeroporto in disuso a 206 km/h; il veicolo danneggiato venne distrutto.
Ai giorni nostri ci sono almeno quattro esemplari sopravvissuti. Uno è di proprietà di Malcolm Wilson e si trova nel M-Sport Museum, un altro è di proprietà di un collezionista negli Stati Uniti.
Il prototipo P17 è stato l'unico veicolo a vincere una gara, con Serge Damseaux vinse il Nissan International Rally del 1985 vicino a città del Capo.
I 18 esemplari della RS1700T non andarono mai oltre la fase di test. Poiché furono provati vari pezzi e componenti, i prototipi tra di loro differivano in maniera significativa. Per quanto riguarda l'aspetto estetico, il prototipo da esposizione “P5” era il più evoluto e sarebbe dovuto entrare in produzione in serie. L'ultimo esemplare il "P18" era considerato il prototipo tecnicamente più avanzato. Tuttavia, fu notevolmente modificato dopo essere stato venduto alla divisione corse di Ford South Africa.

## Caratteristiche tecniche

### Motore
Il motore della RS1700T chiamato BDT, è la versione turbo del motore BDA (prodotti entrambi dalla Cosworth) che era già installato nelle Ford Escort RS 1600 e Escort RS 1800. Il motore turbo aveva una cilindrata di 1778 centimetri cubi e sviluppava una potenza superiore ai 257 kW (350 CV) e una coppia di circa 515 Nm.
Oltre al motore turbo, sulla vettura fu testato anche con un motore aspirato, venendo chiamata RS2300. Il motore denominato "420R", era un aspirato da 2,3 litri prodotto dalla Brian Hart derivato alla lontana dal motore BDA della Cosworth e dal motore di Formula 2. Il motore aspirato, aveva una cilindrata di 2290 centimetri cubi e generava circa 220 kW (300 CV) e una coppia di circa 327 Nm. Questo motore sarebbe stato adatto anche per l'utilizzo nella classe 2,5 litri di cilindrata, ma il motore turbo si dimostrò nettamente superiore nei test.
Entrambi i motori erano dotati di distribuzione a quattro cilindri con due alberi a camme in testa e lubrificazione a carter secco. Il blocco motore e la testata del cilindro del BDT erano in alluminio. Gli alberi a camme e la pompa dell'olio venivano azionati ciascuno da una cinghia dentata. Mentre alimentazione sulla Escort RS1800 veniva effettuata mediante carburatori, sia il motore turbo che quello aspirato della RS1700T erano dotati di un sistema di iniezione elettronica. Nei test furono utilizzati diversi sistemi, inizialmente anche il Bosch K-Jetronic, già utilizzato nei modelli Escort RS1600i, Capri 2.8i e Granada 2.8i. Successivamente, le RS 1700T furono dotate di sistemi di iniezione elettronica più evoluto. Nel motore Cosworth BDT il turbocompressore era un T3 della Garrett.
A differenza del modello di serie della Ford Escort, i cui motori erano installati trasversalmente, il motore della RS1700T fu installato longitudinalmente, come nella Escort a trazione posteriore delle prime e seconda serie.

### Cambio
Per ottenere la migliore ripartizione possibile del peso, la Escort RS1700T era dotata di un cambio transaxle. La trasmissione non si trova direttamente dietro il motore, ma nella parte posteriore dell'auto direttamente davanti al differenziale. Il cambio a cinque marce azionato manualmente er fornito dalla Hewland.

### Sospensioni e freni
Le sospensioni della Ford Escort RS1700T furono progettate per appositamente per i rally. Il telaietto ausiliario anteriore con i montanti MacPherson e le forcelle della sospensione, i supporti motore e lo sterzo a cremagliera furono trapiantati dalla RS1800. Sull'asse posteriore, le sospensioni erano indipendenti con un braccio oscillante triangolare collegato a una barra stabilizzatore. Sia i montanti anteriori che posteriori della Escort RS1700T erano regolabili in altezza.
I freni forniti dall'AP erano sia sull'asse anteriore che posteriore a disco con pinza fissa a quattro pistoncini autoventilati.

### Carrozzeria e interni
Il corpo vettura venne parzialmente ripreso dalla terza serie della Escort. Per fare spazio al motore e alla trasmissione, gran parte del pianale fu rimosso e modificato, venendo rinforzato con un subtelaio a traliccio tubolare. L'albero di trasmissione passava all'interno dell'abitacolo sopra il tunnel centrale, in un tubo di alluminio appositamente sviluppato, che veniva utilizzato anche per l'irrigidimento della scocca. Alcune parti della carrozzeria furono realizzate in Kevlar. Alcuni dei 18 prototipi della RS1700T differiscono in modo significativo nel loro aspetto esterno. Mentre alcuni prototipi somigliano in modo significativo alle Escort di serie dotati solo di passaruota maggiorati e uno spoiler posteriore regolabile, gli altri prototipi tra cui il P5 che venne esposto al salone di Parigi, invece si distingueva in particolare perché avevano una griglia del radiatore diversa, fari diversi, paraurti e parafanghi modificati e prese d'aria sui passaruota posteriori.
Anche gli interni erano basati sulla Escort MkIII di serie, ma furono modificati per alloggiare i sedili da corsa e la strumentazione per le gare rallistiche.